# Carles de Berry
Carles de Berry fou un príncep francès fill de Carles de França, duc de Berry (1686-1714), duc d'Alençon (1686-1714) i comte de Ponthieu (1710-1714).
Va néixer a Versalles el 26 de març de 1713 i va rebre el títol de duc d'Alençon, però va morir a les tres setmanes el 16 d'abril de 1713. El títol de duc d'Alençon va retornar al seu pare fins a la mort d'aquest el maig de 1714.

## Font
- Extractes del Dictionnaire Bouillet.